# زمین‌لرزه ۱۴۰۰ چلگرد
زمین‌لرزه ۱۴۰۰ چلگرد به بزرگی ۵٫۷ دهم ریشتر در شهر چلگرد استان چهارمحال و بختیاری در تاریخ ۱۲ مهر ۱۴۰۰ ساعت ۰۶:۰۹:۲۸ روی داد. عمق این زمین‌لرزه ۱۰ کیلومتری زمین بوده‌است.
این زمین لرزه باعث تخریب خانه‌های روستایی، ریزش کوه و مصدومیت افراد در برخی مناطق شد ولی این زلزله تلفات جانی نداشته‌است. طبق گفته مسئولان مربوطه حدود ۱۰ هزار نفر در ۳۵ روستا تحت تأثیر این زلزله بوده‌اند.